# Блауа-Лоунид
Бла́уа-Ло́унид (исл. Bláa lónið; также распространён перевод Голубая Лагуна) — пруд-накопитель отработанного конденсата при геотермальной электростанции Svartsengisvirkjun, ставший популярным туристическим объектом после открытия к нему доступа в 1990-х годах. Располагается на полуострове Рейкьянес в юго-западной части Исландии. Расстояние от Рейкьявика 40 км, ближайший город Кеблавик в 23 км к западу.
Температура воды в среднем 38-40 градусов. Атмосферные осадки оказывают понижающий эффект на температуру воды, но он незначителен. В воде содержатся минеральные соли и обитают сине-зелёные водоросли. Концентрация кремния достигает 140 мг/кг. Водородный показатель — 7,5, а содержание солей 2,5 %. Молекулы кремния преломляют лучи света, что придаёт воде голубоватую окраску. Водоём достигает 200 м в ширину и несколько километров в длину, его глубина варьируется от 1 до 3 м.
Вода подаётся с водосброса геотермальной электростанции Svartsengi Power Station. Она имеет несколько скважин глубиной до 1800 м, откуда получает перегретый лавовыми потоками пар и использует его для получения электроэнергии. После прохождения турбин горячая вода также используется для муниципальной системы отопления.